# August Lenz (Bankier)
August „Gustl“ Lenz (* 13. März 1905 in München; † 1960) war ein deutscher Privatbankier.

## Leben
Der Vater von August Lenz war gelernter Bäcker und Getränkeunternehmer in München.
1952 heiratete August Lenz Liselotte Saalberg. Ab 1925 schäftigte ihn Siegfried Salomon Marx im Münchner Bankhaus am Promenadeplatz 9 als Börsenmakler an der Börse München.
1931 fusionierten die Münchner Bankhäuser Gebrüder Marx und Gebrüder Schwarzhaupt.
1935 wurde Lenz – in der „Arisierung“ – an der Bank beteiligt und die Bank in August Lenz & Co. umbenannt.
Nach dem 8. Mai 1945 verfügte Georg Spencer Spitz über gute Kontakte zu Charles Michaelis, einem Mitarbeiter des Counter Intelligence Corps. Dieser sorgte dafür, dass August Lenz aus der Justizvollzugsanstalt München entlassen wurde.
Mit Spitz und Otto Schmitz dominierte das Bankhaus August Lenz & Co. das Münchner Spielbankkonsortium, das sich für eine Monopolkonzession für Spielbanken in Bayern einsetzte. 1951 brachte ein Scheck über 50.000 Deutsche Mark an Franz Michel keine Mehrheit für ein entsprechendes Gesetz im Bayerischen Landtag. Im Kabinett Hoegner II wurde 1955 ein Spielbankengesetz erlassen, das die Monopolstellung des Münchner Spielbankkonsortiums gefährdete. Mit Karl Freisehner wurde ein Vertrag geschlossen, der diesem ein zinsloses Darlehen über 260.000 Deutsche Mark zusagte, für den Fall, dass in Bayern keine Spielbanken zustande kommen, insbesondere keine Spielbankkonzessionen erteilt werden.
August Lenz war Vorsitzender des Vorstandes der Aktiengesellschaft für Grob- und Feinkeramik München-Sinzing-Wien (AGROB), Vorsitzender der Berufsgenossenschaft der Keramischen und der Glasindustrie sowie der Familienausgleichskasse, beide in Würzburg, er gründete die Stiftung zur Verhütung von Kreislaufkrankheiten und starb an den Folgen einer Cholezystektomie.

## August Lenz & Co.
1960 wurde die Bayerische Union, Wohnungstreubau- und Bauberatungsgesellschaft mbH gegründet.
Auf einem Treuhandkonto der Deutschen Bank, für das Friedrich Zimmermann zeichnungsberechtigt war, sammelte das Unternehmen. 1962 wurde Franz Josef Strauß von Kai-Uwe von Hassel als Bundesminister der Verteidigung abgelöst. Aufträge aus dem Bundesverteidigungsministerium für die Bayerische Union blieben in der Folge aus, und sie meldete 1966 Vergleich an. Am 30. Juni 1967 wurde Friedrich Zimmermann von Wolfgang Pohle als Schatzmeister der Christlich-Sozialen Union in Bayern abgelöst. Um das Guthaben des Treuhandkontos dem Zugriff der Gläubiger der Bayerischen Union zu entziehen, wurde es auf ein Konto der August Lenz & Co. transferiert, für das Zimmermann nicht mehr zeichnungsberechtigt war.